# 天主教阿尼亞圖亞教區
天主教阿尼亞圖亞教區（拉丁語：Dioecesis Anatuyanensis）是阿根廷一個羅馬天主教教區，屬圖庫曼總教區。
教區成立於1961年4月10日，包括聖地亞哥-德爾埃斯特羅省薩拉多河以東地區。2006年有教友130,059人（佔轄區總人口88.4%）、廿三個堂區、卅四名司鐸。教區主教現時出缺，助理主教為若瑟·類斯·科拉爾。